# Dunaegyháza
Dunaegyháza község Bács-Kiskun vármegyében, a Kunszentmiklósi járásban.

## Fekvése
A Duna mentén, a bal parti oldalon elterülő Solti-síkon fekszik, a folyó a községtől mintegy 1 kilométerre nyugatra húzódik. A tájegység névadója, Solt település északi, Apostag déli szomszédságában helyezkedik el, a bal parton nincs is más települési szomszédja; közigazgatási területe azonban nyugat felől érintkezik még a túlsó parton fekvő Dunaföldvár és Baracs határszélével is.

### Megközelítése
Lakott területét csak alsóbbrendű utak (az 5105-ös út és az 51 142-es számú mellékút) érintik, közvetlen közelében azonban, a központjától néhány kilométeres távolságra két országos főút is elhalad. Lakott területétől mintegy 2 kilométerre délre húzódik a Kecskemétet a Dunántúllal összekötő 52-es, keletre pedig – belterületét nagyjából 3 kilométerrel elkerülve – az 51-es főút: ezek révén közúton aránylag könnyen megközelíthető az ország távolabbi részei felől is.
Budapest elérhetőségét ezzel együtt nagyban megnehezíti, hogy az 51-es főúton haladó távolsági (a Budapest–Kalocsa, illetve a Budapest–Baja vonalakon közlekedő) autóbuszjáratok közül csak nagyon kevés tér be a községbe. Kedvező azonban, hogy ide került a Pentele híd átadása után forgalomba állított 8202. számú Dunaegyháza–Apostag–Dunaújváros-autóbuszvonal végállomása. A megfelelő járatsűrűség, a rövid (35 perc) utazási idő, valamint a szép környezet miatt Dunaegyháza Dunaújváros egyik agglomerációs településévé válhat. Dunaújvárosi átszállással Budapest is könnyebben elérhető.
Vonattal azóta nem lehet megközelíteni, mióta a Kunszentmiklós-Tass–Dunapataj-vasútvonalon 2007. március 4-én a MÁV az akkori kormány megszorító intézkedései miatt leállította a személyforgalmat. A vasút ugyanakkor nemigen játszhatott soha lényeges szerepet Dunaegyháza életében, mivel a vonal a községet kelet felől több kilométerrel elkerülve húzódott.

## Története
A település helyén már az avarok  korában is éltek emberek, ezt a falu határában feltárt egykori temetők bizonyítják. Intercisa római város a Duna túlpartján volt, feltételezhető, hogy átkelőnek is használták.
1560-ban egy adománylevél említi már a települést Egiházi írásmóddal, de a török idők alatt ez a falu is elnéptelenedett. evangélikus vallású szlovákokkal telepítették újra a 18. században.
Dunaegyháza azoknak a helységeknek egyike, melyek a törökök kiűzése után keletkeztek. A mai település területe a Paksy család birtoka volt, melynek örökösei 1702-ben telepítették be, nem jobbágyi, hanem szerződéses szervezettel, miért is e helységben úrbériség sohasem volt. 
1754-ben a vármegyei nemesi összeírás szerint Rudnyánszky József volt a bz akkori birtokosa. Evangélikus temploma 1774-ben épült. 1848-ig földesurai a Rudnay, a Csapó és a Paksy-Jármy örökség révén, a Tahyak voltak az utóbbiak 1860-ig voltak itt birtokosok. A lakosság az általa szerződésileg bírt földeket még 1848 előtt kezdte megváltani, sőt idővel a kisebb királyi haszonvételeket, a korcsmáltatási és a révbérjogot is megszerezte a község részére.

## Közélete

### Polgármesterei
- 1990–1994: Huszárik Béla (független)[3]
- 1994–1998: Huszárik Béla (független)[4]
- 1998–2002: Nagy Tamás (független szlovák kisebbségi)[5]
- 2002–2006: Nagy Tamás (független szlovák kisebbségi)[6]
- 2006–2010: Nagy Tamás (független)[7]
- 2010–2014: Nagy Tamás (független)[8]
- 2014–2019: Szilágyi István (független)[9]
- 2019–2024: Szilágyi István (független)[10]
- 2024– : Árizs-Agárdi Bernadett (független)[1]

## Népesség
A település népességének változása:
| Lakosok száma | 1446 | 1441 | 1406 | 1444 | 1498 | 1458 | 1474 |
|               | 2013 | 2014 | 2018 | 2021 | 2022 | 2023 | 2024 |

2001-ben a lakosság 8,2%-a szlovák nemzetiségűnek vallotta magát.
A 2011-es népszámlálás során a lakosok 90,6%-a magyarnak, 3,7% cigánynak, 0,8% németnek, 0,5% románnak, 0,2% szerbnek, 36,8% szlováknak mondta magát (9,4% nem nyilatkozott; a kettős identitások miatt a végösszeg nagyobb lehet 100%-nál). A vallási megoszlás a következő volt: római katolikus 27,7%, református 7,9%, evangélikus 24,2%, görög katolikus 0,1%, felekezeten kívüli 17% (19,2% nem nyilatkozott).
2022-ben a lakosság 85,6%-a vallotta magát magyarnak, 10,9% szlováknak, 1,5% cigánynak, 0,6% németnek, 0,3% ukránnak, 0,3% románnak, 0,1% lengyelnek, 1,8% egyéb, nem hazai nemzetiségűnek (14,2% nem nyilatkozott; a kettős identitások miatt a végösszeg nagyobb lehet 100%-nál). Vallásuk szerint 16,6% volt római katolikus, 14,3% evangélikus, 5% református, 0,5% görög katolikus, 0,1% izraelita, 2,7% egyéb keresztény, 1,4% egyéb katolikus, 16,8% felekezeten kívüli (42,4% nem válaszolt).

## Nevezetességei
- Az evangélikus templom 1774-ben épült barokk stílusban. A torony 1820-ban épült.
- A templom oldalában áll az I. világháborús emlékmű.
- 1982-ben adták át a szlovák tájházat. A tájház a kisebbség kultúráját, különböző tárgyaikat mutatja be. Kétévente rendezik meg a szlovák fesztivált.
- A Solti-halom 124 m magas, rajta kilátó áll.